# Segunda Escravidão

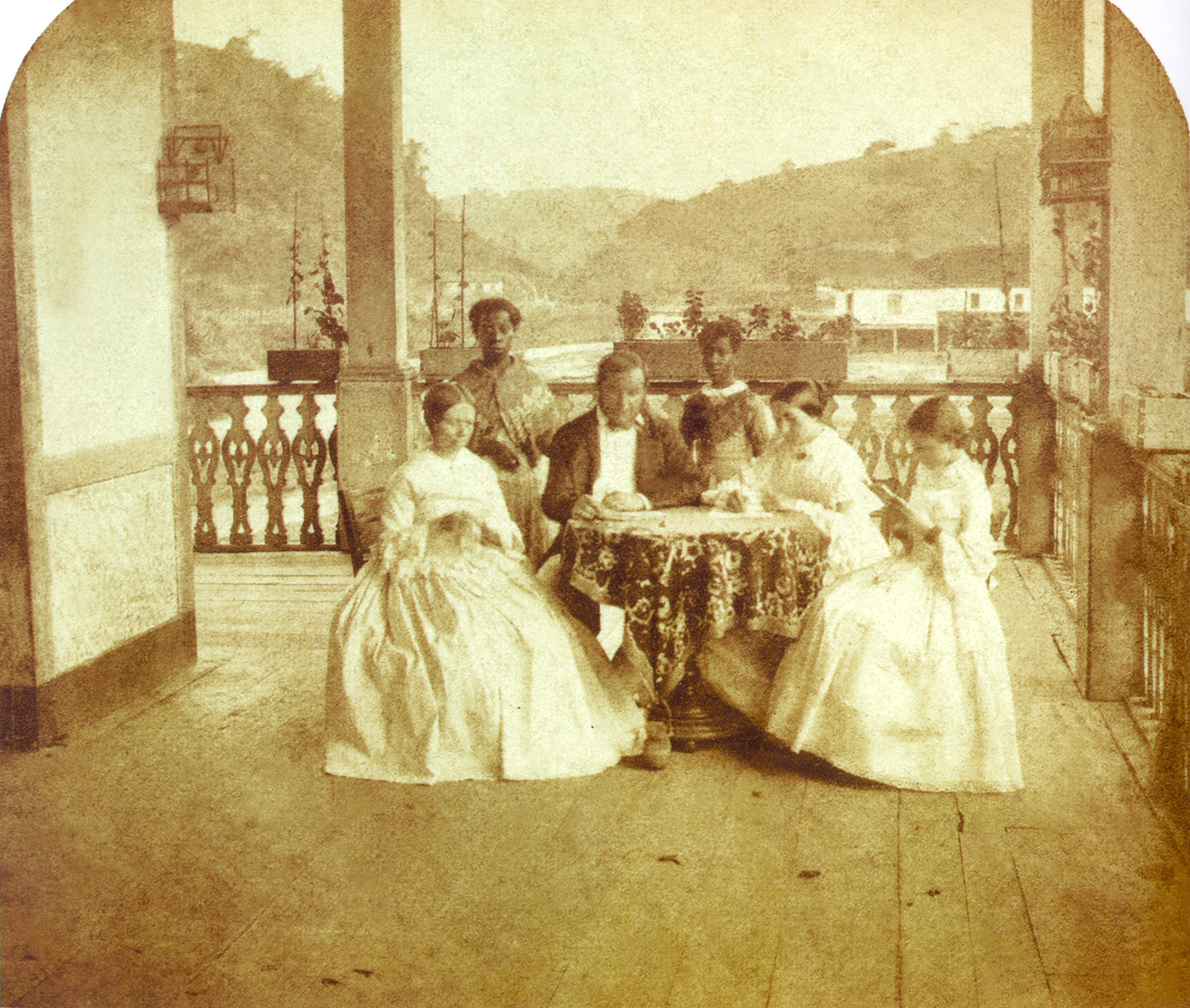
Família brasileira e seus escravizados domésticos (1860).

Segunda Escravidão é um conceito historiográfico referente à escravidão enquanto parte da economia mundial na virada do século XVIII para o XIX, compreendendo os três principais espaços escravistas do mundo da época: o Sul do Estados Unidos, o Império do Brasil e a colônia espanhola de Cuba.

## Conceito

Pelo Prisma da Escravidão (2011), obra em que Dale Tomich apresenta o conceito de "Segunda Escravidão".

O conceito foi formulado pelo historiador e sociólogo estadunidense Dale Tomich para tratar da escravidão entre os séculos XVIII e XIX, no contexto da Revolução Industrial. Ele apresenta o regime escravista como parte integral e estruturante do capitalismo e do liberalismo no século XIX, trabalhando sob o prisma local (nacional) e global (internacional), assim como suas ligações entre espaços específicos de produção escravista, diferenciando esse período do que podemos chamar de "Primeira Escravidão", aquela ocorrida nas Américas entre os séculos XVI e XVIII.

Segundo o historiador Ricardo Salles (2016):
O argumento de Tomich é que a escravidão moderna não foi sempre a mesma entre os séculos XVI e XIX. Na virada do século XVIII para o XIX, um conjunto de acontecimentos e tendências históricos, principalmente o advento da Revolução Industrial na Inglaterra e a hegemonia internacional da Grã-Bretanha, levaram a reconfigurações profundas no mercado mundial. Houve um crescente desequilíbrio nos preços internacionais entre produtos industrializados e agrícolas; o incremento do consumo de determinados produtos, como o café e o açúcar, demandados pelo aumento da população de trabalhadores e da classe média nas cidades da Inglaterra e da Europa; a procura por novas matérias-primas, como o algodão. Se esse conjunto de transformações afetou determinadas áreas coloniais escravistas, implicando seu declínio, atuou sobre outras áreas escravistas quase que em sentido inverso. Em regiões como Cuba, o Sul dos Estados Unidos e o Brasil, antes em segundo plano, a escravidão "expandiu-se numa escala maciça para atender à crescente demanda mundial de algodão, café e açúcar".
No Brasil, esse conceito foi trabalhado, principalmente, pelos historiadores Rafael Marquese, Ricardo Salles e Tâmis Parron, apresentando o conceito sob o prisma nacional do Império do Brasil, utilizando-se de paradigmas como o “Tempo Saquarema”, de Ilmar Rohloff de Mattos, para enquadrar a Segunda Escravidão como uma política de Estado brasileira, em consonância com os quadros econômicos globais e seus pares escravistas, Estados Unidos e Cuba.

## Contexto
A “Segunda Escravidão” surgiu a partir da Revolução Industrial, cuja protagonista foi a Inglaterra. A partir do predomínio econômico e militar britânico e o início da produção em massa de produtos industrializados, ocorreu uma intensificação do capitalismo nascente e uma maior especificação econômica global: algumas regiões geravam produção agrícola, que deveria abastecer os mercados das regiões industrializadas; essas, por sua vez, abasteciam os mercados das regiões agrícolas com produtos industrializados.

### Internacional Escravista

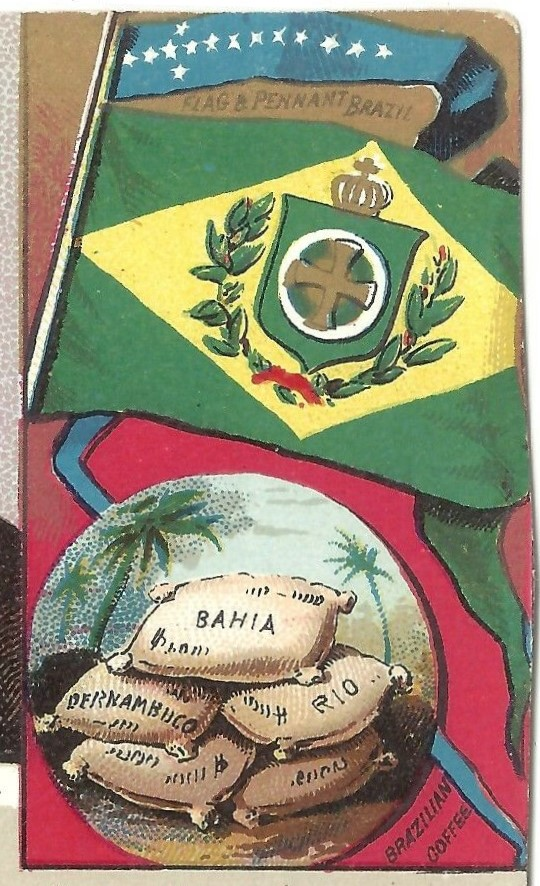
Ilustração estrangeira a respeito da produção cafeicultora brasileira (década de 1880).

O termo “Internacional Escravista” faz referência a uma série de políticas de Estado e trocas culturais que ligavam internacionalmente os principais espaços escravistas da época, o Sul dos Estados Unidos, o Brasil-Império e a ilha de Cuba, então uma colônia da Espanha. Esses três atores globais emergiram como os principais fornecedores de três commodities extremamente necessárias após a Revolução Industrial:
1. Algodão: Produzido majoritariamente no Sul dos Estados Unidos, o algodão alimentava a indústria têxtil internacional, principalmente a britânica, a maior da época.
2. Café: Carro-chefe da economia brasileira, o café, por seu valor energético, tinha uma alta demanda entre os operários europeus, que enfrentavam longas jornadas de trabalho nas fábricas.
3. Açúcar: Principal produto de Cuba, o açúcar ganhou popularidade com o aumento das classes médias e de seu poder de compra.

Além das políticas e experiências compartilhadas, havia também um grau de coordenação e cooperação entre esses Estados no combate ao abolicionismo internacionalista.